# Bixaceae
Bixaceae es una familia de plantas dicotiledóneas que estuvo colocada en el orden Violales y fue cambiado al orden Malvales, según el Sistema de clasificación APG II de 2003.
Bixaceae incluye tres géneros con 25 especies. Esta familia incluye hierbas, árboles y arbustos. Sus plantas son hermafroditas y todas las especies tienen cinco sépalos. Todas las plantas producen látex de color rojo, anaranjado o amarillo.

## Descripción
Son árboles, arbustos o hierbas; plantas hermafroditas. Hojas alternas, enteras o palmadamente lobadas, palmatinervias; pecioladas, estípulas caducas. Inflorescencia de panículas o cimas terminales, flores actinomorfas o zigomorfas; sépalos 5, libres, imbricados o contortos; pétalos 5, libres, contortos en la yema, amarillos, rosados o blancos; estambres numerosos, libres, igualmente distribuidos y uniformes (Bixa, Cochlospermum) o en 2 series de tamaño y color diferentes (Amoreuxia), anteras ditecas con 1 o 2 poros apicales y ocasionalmente con 2 poros más pequeños en la base; ovario súpero, globoso, 1-locular o incompletamente 3-locular, 2–5-carpelar, placentación parietal o central, sésil, estilo alargado. Cápsula 2–5 valvada; semillas numerosas.

## Taxonomía
La familia fue descrita por Heinrich Friedrich Link  y publicado en Malvaceae, Buttneriaceae, Tiliaceae 17. 1822. El género tipo es: Bixa L. 

## Géneros
- Amoreuxia
- Bixa
- Cochlospermum
- Diegodendron.[2]